# Zündapp KS 750

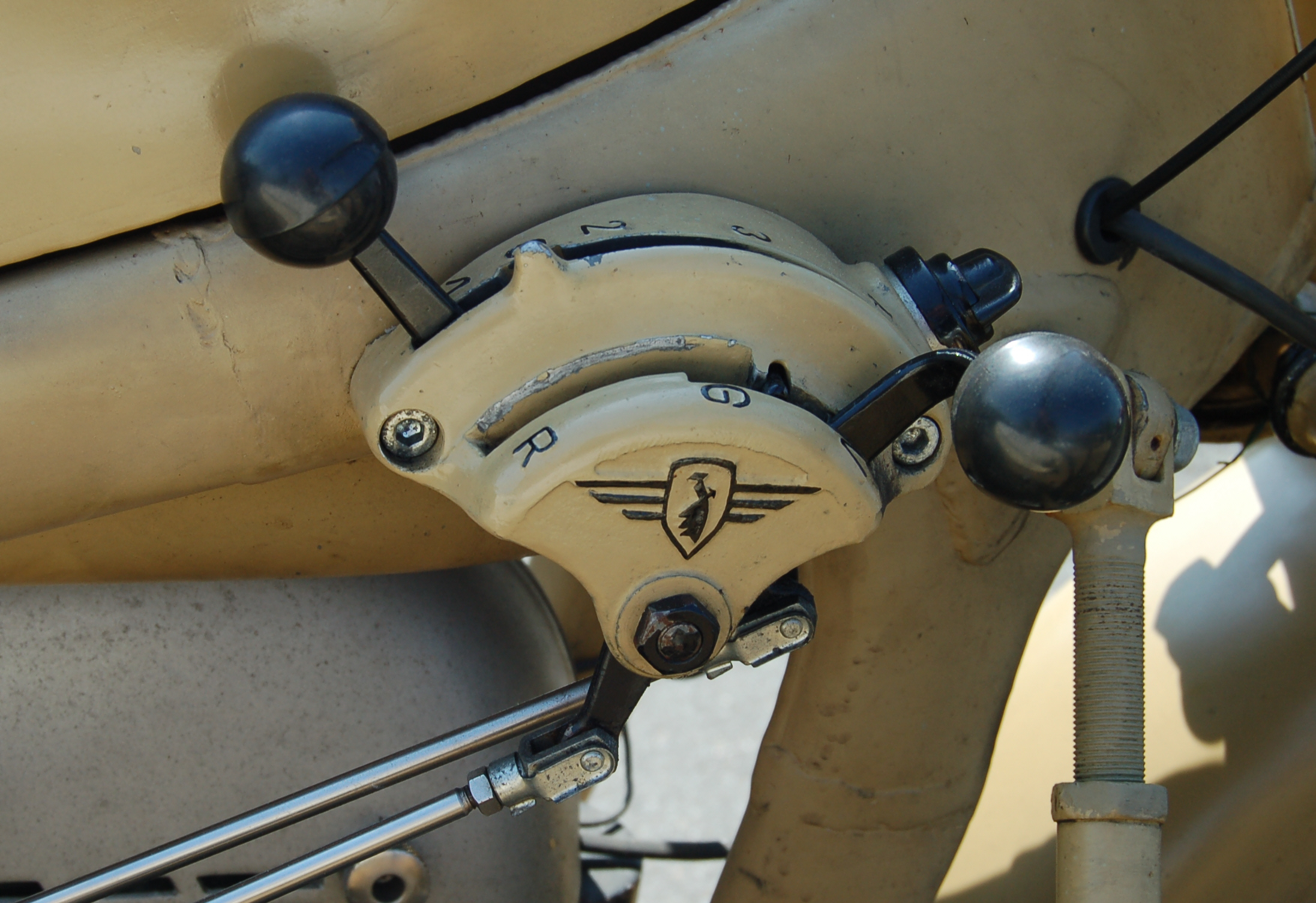
Ręczna przekładnia biegów: V= do przodu, G= terenowy R= wsteczny

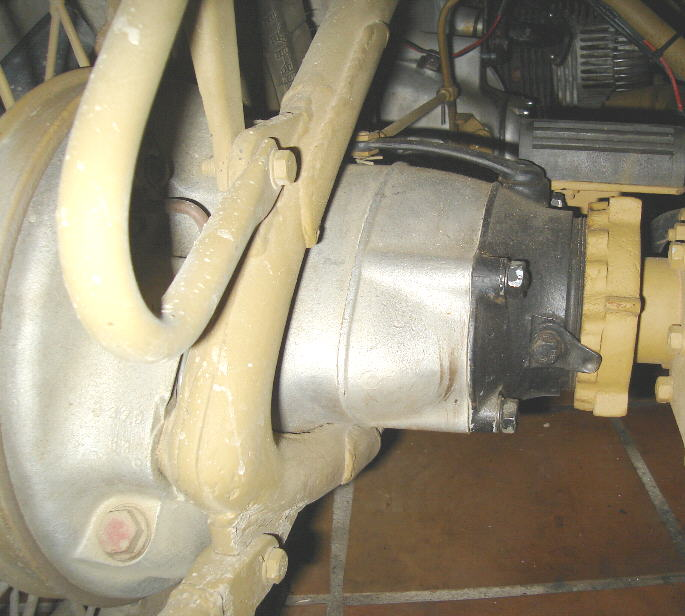
Napęd na tylne koło z podłączeniem napędu na koło wózka bocznego

Zündapp KS 750 – terenowy motocykl wojskowy, produkcji niemieckiej, z okresu II wojny światowej.

## Historia
W 1937 niemieckie dowództwo złożyło zamówienie na opracowanie konstrukcji motocykla wojskowego o podwyższonych możliwościach jazdy w terenie (z napędem koła wózka bocznego).
Miał on posiadać prześwit 150 mm. Prześwit błotników miał umożliwiać montaż na kołach łańcuchów śniegowych. Maksymalna prędkość miała wynosić 95 km/h na autostradzie. Stała prędkość przejazdowa 60 km/godz. z możliwością jazdy 3–4 km/h, co umożliwiało poruszanie się z maszerującą kolumną piechoty. Pojazd miał posiadać jarzmo do mocowania karabinu maszynowego MG-34 oraz ładowność 500 kg, co umożliwiało przewożenie 3 żołnierzy z pełnym oporządzeniem. Ogumienie z bieżnikiem terenowym 4,5 x 16.
Zamówienia otrzymały trzy firmy: DKW, BMW i Zündapp. Już na początku odpadła firma DKW, która zaproponowała motocykl typu NZ 500. Ostatecznie do produkcji skierowano pojazdy obu pozostałych firm. Były to motocykle BMW R 75 i Zündapp KS 750. Pojazd firmy Zündapp został uznany za lepszą konstrukcję. Zaproponowano nawet BMW jego licencyjną produkcję. Fabryka odmówiła i uzyskała zamówienia na dostawy motocykli swojej konstrukcji. Nakazano jednak przeprowadzić unifikację niektórych podzespołów. W rezultacie oba pojazdy miały identyczne: napędy tylnego koła z mechanizmem różnicowym, hamulce hydrauliczne oraz obręcze kół. Uprościło to nieco dostawy części zamiennych.
Produkcja motocykla rozpoczęła się w 1940. Wyprodukowano wtedy tzw. Null Serie, liczącą 7 pojazdów. Produkcja była kontynuowana do 1948 i wyniosła łącznie 18 695 szt. Po wojnie motocykle były produkowane (ok. 350 szt.) na potrzeby armii USA. Dodatkowo nieznaną liczbę pojazdów „wyprodukowano” w warsztatach polowych. Zdarzało się, że z dwóch – trzech uszkodzonych motocykli powstawał jeden „nowy”.
W trakcie produkcji motocykl przechodził modyfikacje. W celu zapobieżenia blokowaniu koła przez błoto, wydłużono widelec zawieszenia o 10 mm. Zmieniono sposób mocowania zbiornika paliwa. Zaprzestano umieszczania na ramie poduszek chroniących kolana. Zmieniono filtr powietrza dostarczanego do gaźnika. Zamiast filtra mokrego, który często zamarzał w warunkach frontu wschodniego, zastosowano filtr wirowy z podgrzewaczem. Od 1943 zmieniono materiały, z których wykonywano niektóre elementy, ograniczając zużycie surowców strategicznych.

## Służba
Motocykle Zündapp KS 750 były stosowane przez wszystkie rodzaje wojsk armii niemieckiej, na wszystkich frontach II wojny światowej. Wykorzystywane były do zadań rozpoznawczych, łącznikowych, transportowych, układania kabli telefonicznych itp. Stosowano je także do holowania lekkich dział. Do połowy 1942 pojazdy dla wojsk lądowych były w kolorze ciemnoszarym (Dunkelgrau RAL 7021) (od 1943 w kolorze ciemno-żółtym bez numeru RAL (Dunkelgelb), dla Luftwaffe w kolorze czarnoszarym (Schwarzgrau RAL 7019) i dla Afrika Korps w kolorze Afryka beż (Afrika - Beige RAL 8000).

## Konstrukcja
Rama motocykla wykonana była ze stalowych elementów tłoczonych, rur o przekroju owalnym i spawanych profili zamkniętych. Była ona bardzo sztywna i odporna na duże obciążenia. Tylne koło miało zawieszenie sztywne. Przednie miało amortyzację
sprężynową, centralny amortyzator olejowy (antywstrząsowy) oraz amortyzator skrętny cierny.
Napęd stanowił dwucylindrowy silnik gaźnikowy, czterosuwowy w układzie poprzecznym-bokser (cylindry były rozchylone pod kątem 170°, ale cykl pracy, fazy rozrządu odpowiadały w pełni układowi przeciwsobnemu 180°) o mocy 26 KM przy 4000 obr./min. Pojemność skokowa wynosiła 751 cm³. Średnica cylindra wynosiła 75 mm, a skok tłoka 85 mm. Silnik zasilany był przez pojedynczy, jedno gardzielowy gaźnik Solex 30 BFRH z mechanizmem rozruchowym sterowanym dźwigienką umieszczoną na lewej pokrywie silnika. Iskrownik Norris ZG 2a lub Bosch FJ 2R z regulatorem przyśpieszenia zapłonu.
Przeniesienie napędu odbywało się przez suche wielotarczowe sprzęgło, skrzynię biegów, wałek napędzający mechanizm różnicowy z blokadą oraz obudowanego wału napędzającego koło wózka. Blokadę mechanizmu różnicowego można było włączyć kiedy jedno z kół utraciło przyczepność. Skrzynia biegów posiadała cztery biegi szosowe, cztery biegi terenowe oraz cztery biegi wsteczne. Posiadała ona jednak blokadę w mechanizmie przełączania biegów, która pozwalała włączać tylko pierwszy bieg terenowy i pierwszy bieg wsteczny. Przedni hamulec motocykla – bębnowy mechaniczny. Hamulec tylny motocykla oraz koła wózka – hydrauliczny. Pojazd był wyposażony w koła z oponami o wymiarach 4,50-16 umieszczonymi na felgach 3,00Dx16. Przednie koło motocykla pompowane było do ciśnienia 1,5 atm, tylne koło – 2,75 atm, a koło wózka – 1,9 atm. Zużycie paliwa, przy prędkości 60 km/h na drodze asfaltowej, wynosiło 6 l/100 km. W terenie do 10 l/100 km.
Pojazd wyposażony był w wózki boczne typu BW 40 (konstrukcja własna) lub nieco uproszczone BW 43 (konstrukcja BMW). Ich koła były amortyzowane przez drążek skrętny lub rurę skrętną i pracującą wahaczowo obudowę mechanizmu napędowego.